# Bérenx
Bérenx település Franciaországban, Pyrénées-Atlantiques megyében. Lakosainak száma 423 fő (2022. január 1.). Bérenx Baigts-de-Béarn, Bellocq, Ramous, Salies-de-Béarn és Salles-Mongiscard községekkel határos.

## Népesség
A település népességének változása:
| Lakosok száma | 489  | 440  | 435  | 439  | 435  | 435  | 427  | 423  | 418  | 423  |
|               | 2010 | 2013 | 2015 | 2016 | 2017 | 2018 | 2019 | 2020 | 2021 | 2022 |